# Демократический выбор России
Демократи́ческий вы́бор Росси́и (ДВР) — российская праволиберальная политическая партия, существовавшая в 1993—1994 годах как избирательный блок «Выбор России» и в 1994—2001 — как партия «Демократический выбор России», впоследствии самораспустившаяся и вошедшая в состав соучредителей «Союза правых сил».

## Предыстория
17 октября 1993 года, для поддержки политического курса Президента России Бориса Ельцина был учреждён праволиберальный избирательный блок «Выбор России» под председательством — Сергея Ковалёва. В состав блока входили: Егор Гайдар и Геннадий Бурбулис, движение «Демократическая Россия», партия «Демократическая инициатива» (создана 2 декабря 1993 года, председатель — П. Бунич) и «Крестьянская Партия России» (создана 16 марта 1991 года, председатель — Ю. Черниченко, до блокировки с Демроссией и Деминициативой входила в коалицию с Народной партией России, Христианско-демократическим союзом и Российской социально-либеральной партией). В кандидатский список вошли — Е. Гайдар, В. Шумейко, Э. Памфилова, а также С. Ковалёв, А. Чубайс, А. Козырев, Б. Фёдоров, Д. Волкогонов, С. Филатов, Ю. Черниченко, А. Емельянов, П. Филиппов, М. Полторанин, П. Бунич, П. Авен, А. Головков, Ю. Гусман, А. Мурашёв, С. Юшенков, позже — А. Макаров, Г. Бурбулис, Б. Золотухин.
Именно блок «Выбор России» во многом стал основой для создания партии Демократический выбор России. 30 марта 1994 года, через несколько месяцев после Думских выборов 1993 года и формирования фракции «Выбор России» было опубликовано Политическое заявление о создании партии «Выбор России». Заявление подписали почти все тогдашние члены фракции «Выбор России», (исключение составили Г. Бурбулис и С. Сулакшин, вскоре покинувшие фракцию; П. Бунич и Г. Якунин, возглавляющие другие партии; а также Н. Воронцов, А. Емельянов и А. Сарычев); депутаты Совета Федерации А. Калашников и В. Фатеев; Руководитель Администрации Президента С. Филатов, вдова академика Сахарова Елена Боннэр, Борис Стругацкий, Булат Окуджава, Андрей Макаревич, Михаил Жванецкий, Геннадий Хазанов и т. д.
До этого, 20 января 1994 года, утратив влияние на принятие экономических решений и не согласный с увеличением бюджетных расходов, лидер блока «Выбор России» Егор Гайдар ушёл в отставку из правительства Виктора Черномырдина. Оставаясь в целом лояльным к политической линии Бориса Ельцина, Егор Гайдар в своём письме президенту с отказом от участия в деятельности правительства, отмечал: «Я не могу быть одновременно и в Правительстве, и в оппозиции к нему. Я не могу отвечать за реформы […] не обладая необходимыми рычагами для последовательного проведения экономической политики, в правильности которой убежден».
С этого времени «фракция „Выбор России“» утратила статус проправительственной фракции. В то же время она продолжала поддерживать президента Бориса Ельцина и правительство Виктора Черномырдина, выступая с конструктивной критикой проводимой ими политики.

## Выборы 1993
По итогам выборов, прошедших 12 декабря 1993 года, блок «Выбор России»(послуживший основой для формирования партии «Демократический выбор России») занял второе место по партийным спискам (15,51 % или 8 339 345 голосов), уступив ЛДПР (25 %). По общефедеральному округу фракция получила 40 мест в Государственной Думе. Но с учётом депутатов, баллотировавшихся в Думу на индивидуальной основе, блок «Выбор России» смог сформировать крупнейшую фракцию из 76 депутатов (фракция ЛДПР — только 59 депутатов).
В Совет Федерации было избрано 40 депутатов, включённых в список поддержки блока ВР, в том числе Владимир Шумейко, бывший председателем Совета Федерации первого созыва (1994 — начало 1996).
Благодаря деятельности ДВР (посредством деятельности фракции «Выбор России») были приняты законы «О социальном обслуживании граждан пожилого возраста и инвалидов», «О социальной защите инвалидов» и ряд других законов, связанных с социальной политикой. Активная законодательная поддержка экономической политики, известной как «Курс Гайдара», привела к внесению в Думу 25 законопроектов (в том числе «О земле», «Об акционерных обществах», «О ценных бумагах», «О защите прав налогоплательщиков»). ДВР смог так же предотвратить принятие ряда законов, в том числе «О внесении изменений и дополнений в жилищный кодекс» (предусматривал отмену права жильцов коммунальных квартир на заселение оставшейся после выезда соседей жилплощади.

## Учредительный съезд
12—13 июня 1994 года прошёл съезд, на котором блок «Выбор России» был преобразован в партию «Демократический выбор России». Название было предложено Владимиром Боксером. На съезде были приняты программа партии и сформированы её руководящие органы. Председателем партии был избран Егор Гайдар, который в своём выступлении подчеркнул, что необходимо попытаться «создать предпосылки „экономического чуда“ на российской почве».
Решение о вхождении в состав ДВР также было принято съездом «Демократической России». Но меньшинство ДемРоссии во главе со Львом Пономаревым, Глебом Якуниным, Дмитрием Катаевым не признало легитимность этого решения. Таким образом, значительная часть «Демократической России» вошла в состав ДВР, в то время как остальная продолжила существовать в рамках отдельной организации .
На учредительном съезде ДВР председателем избран Егор Гайдар, председателем исполкома — Олег Бойко, членами Политсовета — 26 человек, в том числе 18 депутатов Государственной думы (В. Бауэр, В. Головлев, И. Заславский, В. Зеленкин, Б. Золотухин, П. Медведев, М. Молоствов, Ю. Нисневич, А. Осовцов, В. Похмелкин, А. Починок, В. Татарчук, В. Тетельмин, Б. Титенко, Г. Томчин, А. Чубайс, А. Шабад, С. Юшенков) и депутат Совета Федерации К. Титов. Позже В. Бауэр назначен заместителем председателя исполкома партии и сложил полномочия члена Политсовета в пользу А. Минжуренко, который баллотировался в Политсовет от того же региона, но набрал меньше голосов. В феврале 1995 О. Бойко и В. Бауэр ушли в отставку. Исполняющим обязанности председателя исполкома партии с марта 1995 является депутат Государственной думы В. И. Татарчук.
На Учредительном съезде была принята программа
и устав новой партии

## В 1994—1995
В декабре 1994 года ДВР выступил с резким протестом против войны в Чечне. Большинство членов ДВР поддержало это решение, но часть составила «оппозицию» по этому вопросу. Из партии начался отток представителей власти и крупного капитала. Возглавлявший ДВР Е. Т. Гайдар, занял принципиальную антивоенную позицию. В Государственной Думе многие депутаты, избранные от блока «Выбор России», стали переходить в созданные в начале 1995 года проправительственные фракции «Россия» и «Стабильность».
Кроме того, критика в адрес президента и осложнение отношений с «партией власти» привело к размежеванию между ДВР и движением «Выбор России», несмотря на то, что многие члены руководства Движения одновременно являлись членами партии ДВР.
В 1995 году, после провала переговоров с руководством леволиберальной партии «Яблоко» о создании предвыборной коалиции, ДВР сформировал избирательный блок «Демократический выбор России — Объединённые демократы», в который, кроме самого ДВР, вошли Крестьянская партия Юрия Черниченко, Российская партия социальной демократии Александра Яковлева и Конгресс национальных объединений России (председатель — Александр Руденко-Десняк). В первую тройку общефедерального списка блока вошли Е. Гайдар , С. Ковалёв и актриса Лидия Федосеева-Шукшина.

## Выборы 1995
17 декабря 1995 года на выборах в Государственную думу 2 созыва партия также шла избирательным блоком ДВР объединённые демократы, получив 3,86 % избирателей, не набрав 5 % голосов избирателей, необходимых для формирования фракции в Государственной Думе по партийным спискам. По одномандатным округам депутатами стали 9 выдвиженцев блока — членов партии ДВР, в том числе Сергей Ковалёв, Юлий Рыбаков, Александр Починок, Сергей Юшенков и Виктор Похмелкин которые сформировали одноимённую депутатскую группу.
Владимир Боксер отмечает, что несмотря на то, что ухудшение электоральной поддержки ДВР во многом было закономерным процессом, но тем не менее существовала возможность преодоления 5%-го барьера. Не удалось это по ряду причин: раздробленностью либерального электората между разными проектами (отсутствие широкой коалиции), а также крайне неудачная для ДВР избирательная кампания («Центральной проблемой стала сама концепция — она была построена на сугубо антикоммунистической линии. В то время это было движение совершенно не туда, это было какое-то „ретро“»).

## В 1996—2001
Первоначально лидер ДВР Егор Гайдар выступал как сторонник выдвижения общедемократического кандидата на президентских выборах и считал, что этим кандидатом не должен быть Борис Ельцин. В ДВР даже был разработан специальный проект требований к кандидату в президенты РФ, которого могла бы поддержать партия.
В этих условиях, когда действующий президент все-таки выдвинул свою кандидатуру, Егор Гайдар расценил это решение как «серьёзную политическую ошибку». Тем не менее, заняв на некоторое время выжидательную позицию, партия ДВР в итоге все же выступила (при поддержке этой линии Егором Гайдаром) с поддержкой именно Ельцина в сложившейся ситуации, видя серьёзную угрозу «коммунистического реванша». С решением о поддержке кандидатуры Бориса Ельцин выступил IV съезд ДВР. При этом подчёркивалось, что речь идёт не о выборе личности президента, а о выборе вектора развития. как сформулировал это в своей докладе Председатель ДВР Егор Гайдар: «Мы голосуем не за ту или другую власть. Мы действительно голосуем за шанс нормального цивилизованного развития России, и шанс этот на сегодняшний день — так сложилось — действительно связан с победой Ельцина»
В августе 1996 года партия поддержала сформированное президентом Ельциным правительство под председательством Виктора Черномырдина.
В сентябре 1996 года на V Съезде ДВР было принято новое программное заявление партии. Были указаны основные приоритеты работы в условиях, когда «коммунистическая опасность» в российском обществе была преодолена
В феврале 1997 года Егор Гайдар объявил о переходе партии в оппозицию к правительству Черномырдина. А 12 июня 1997 года Совет партии принял решение о поддержке курса нового правительства «молодых реформаторов», в котором ключевые позиции заняли либеральные экономисты, включая Анатолия Чубайса.
В 1997—1999 годах вопрос о новой либеральной коалиции становится одной из ключевых тем обсуждения в ДВР. В январе 1999 года в выступлении на VII съезде ДВР «Стратегия XXI века: Европейский выбор России» Егор Гайдар не только обозначает, что с его точки зрения, «линия на последовательную интеграцию России в европейские структуры» — это «стратегический выбор России», но и на основе анализа положения дел в стране выделяет две противостоящие линии в экономической политике того времени. Одна из них направлена на формирование «номенклатурного капитализма», а вторая — «свободной рыночной экономики». Егор Гайдар рассматривает Правительство Примакова-Маслюкова (сентябрь 1998 — май 1999 года) как правительство, сделавшего выбор в пользу «номенклатурного капитализма». Характеризуя последний, он отмечает: «Тесная связь собственников и менеджеров с аппаратом государственного управления неминуемо генерирует коррупцию. Это путь к экономике как бы и рыночной, но неэффективной, стагнирующей и коррумпированной». Именно развилка между формированием рыночной экономики и номенклатурного капитализма становится, по мысли Егор Гайдар, наиболее важной стратегической развилкой этого времени (укоренение рыночных механизмов и демократических институтов как другой принципиальный вопрос эпохи был пройден, по его мнению, более-менее успешно). Говоря об угрозе номенклатурного капитализма, он подчёркивает: «Как вы понимаете, это стратегическая развилка, где решается вопрос о том, будет в России развивающаяся рыночная экономика или нет и вопрос о том, какое общество мы получим в нашей стране». А значит, именно борьба с номенклатурным капитализмом должна стать основной задачей формирующейся либеральной коалиции. В программном «Правом манифесте», вскоре принятом уже «Союзом правых сил», также уделяется довольно большое внимание именно «номенклатурному капитализму», как одной из ключевых проблем своего времени
В августе 1999 года, перед очередными выборами в Государственную Думу, Егор Гайдар в своём выступлении на VIII съезде ДВР ставит вопрос о вхождении «Демократического Выбора России» в избирательный блок «Союз правых сил». В результате чего партия берет курс на коалицию с СПС
После достаточно удачных для «Союза правых сил» парламентских выборов 1999 года был продолжен курс на взаимную интеграцию ДВР с идейно близкими структурами в рамках СПС. И на последнем, Х съезде ДВР, в мае 2001 года было принято окончательное решение о самороспуске ДВР и вхождении в состав СПС.

## Программа партии
В целом, ДВР отстаивала либеральные и либерально-консервативные идеи в России 1990-х годов. Партия декларировала приверженность идеалам личной свободы, прав человека, демократического государства с сильной президентской властью, федерализма, рыночной экономики, основанной на частной собственности, свободной конкуренции и свободе предпринимательства и торговли, ограничения вмешательства государства в экономику.
Основные пункты программы партии «Демократический выбор России»:
- реорганизация структуры правительственного аппарата по проблемному принципу;
- отделение следствия от силовых структур;
- борьба с экстремизмом, шовинизмом, агрессивным национализмом, расизмом, антисемитизмом и ксенофобией, запрет соответствующих организаций;
- сокращение государственных расходов, в первую очередь на военные нужды и государственную поддержку отдельных предприятий и отраслей экономики;
- снижение налогов, стабилизация и кодификация налоговой системы, перенос тяжести налогообложения с доходов и потребления на имущество;
- приватизация государственной собственности;
- поддержка частного предпринимательства;
- банкротство нерентабельных предприятий;
- привлечение иностранных инвестиций;
- льготное кредитование жилищного строительства, развитие ипотеки;
- социальная защита тех, кто самостоятельно не может обеспечить себе нормальный уровень жизни;
- поощрение личной социальной ответственности;
- сохранение историко-культурного наследия развития страны и поддержание культурной преемственности
- сближение с западными странами.
- жесткое отстаивание собственных интересов. Россия ни при каких обстоятельствах не должна принимать роль "младшего" партнера.
- постепенный переход к профессиональной армии
- защита русской диаспоры в странах "нового зарубежья"

## Агитационные материалы
ДВР предпринимала активные попытки расширения своей электоральной базы — прежде всего через разъяснения основополагающих идей, разделяемых её сторонниками. В связи с этим был выпущен целый ряд брошюр и небольших периодических изданий агитационного характера. Часть из них носила единовременный характер. Как, например, «Демократический Выбор России в вопросах и ответах». Были и периодически выходящие издания такие как журнал «Демократический выбор России» или серия брошюр-распечаток «Время браться за руки»
В тот момент значительная часть агитационных материалов издавалась не типографским способом, а печаталась в «офисных условиях». В 1994 г. ещё сами партийные активисты, видимо, нуждались в базовой информации даже о биографии партийного лидера Егора Гайдара — в итоге, в аппарате распространяется распечатка с краткими биографическими данными о нём.

## Персоналии
Команда российских либеральных реформаторов и демократов, члены партии «Демократический выбор России»

| - Гайдар, Егор Тимурович - Чубайс, Анатолий Борисович - Басилашвили, Олег Валерианович - Воробьёв, Эдуард Аркадьевич - Гербер, Алла Ефремовна - Гозман, Леонид Яковлевич - Гордин, Яков Аркадьевич - Золотухин, Борис Андреевич | - Ковалёв, Сергей Адамович - Молоствов, Михаил Михайлович - Мурашёв, Аркадий Николаевич - Нисневич, Юлий Анатольевич - Осовцов, Александр Авраамович - Похмелкин, Виктор Валерьевич - Починок, Александр Петрович - Прошечкин, Евгений Викторович | - Пустынцев, Борис Павлович - Разгон, Лев Эммануилович - Рыбаков, Юлий Андреевич - Томчин, Григорий Алексеевич - Улюкаев, Алексей Валентинович - Фатеева, Наталья Николаевна - Шабад, Анатолий Ефимович - Юшенков, Сергей Николаевич |